# Let Her Go
Let Her Go är en låt av Passenger från albumet All the Little Lights som släpptes den 24 juli 2012. Låten är skriven av Passenger själv och innehåller folkrock. Han har producerat den själv tillsammans med Chris Vallejo. "Let Her Go" har hamnat på topp 1 i 14 länder, som är: Australien, Österrike, Belgien (Flandern), Tjeckien, Danmark, Finland, Tyskland, Grekland, Irland, Luxemburg, Nya Zeeland, Norge, Sverige, Schweiz.